# Rocca d’Evandro
Rocca d’Evandro – miejscowość i gmina we Włoszech, w regionie Kampania, w prowincji Caserta.
Według danych na rok 2004 gminę zamieszkuje 3719 osób, 75,9 os./km².